# Apele Vii
Apele Vii é uma comuna romena localizada no distrito de Dolj, na região de Oltênia. A comuna possui uma área de 61.44 km² e sua população era de 2295 habitantes segundo o censo de 2007.